# ブルースクリーン
ブルースクリーン（英語: Blue Screen of Death, BSoD）、通称「青い死の画面」とは、Microsoft Windowsにおいて、オペレーティングシステム (OS) に何らかの異常が発生した際に表示されるメッセージおよび、その画面全体を指す通称である。青い背景に文字が表示されることからこの名がついた。他のOSでのブルースクリーンは、「カーネルパニック」等と言われている。

## 概要

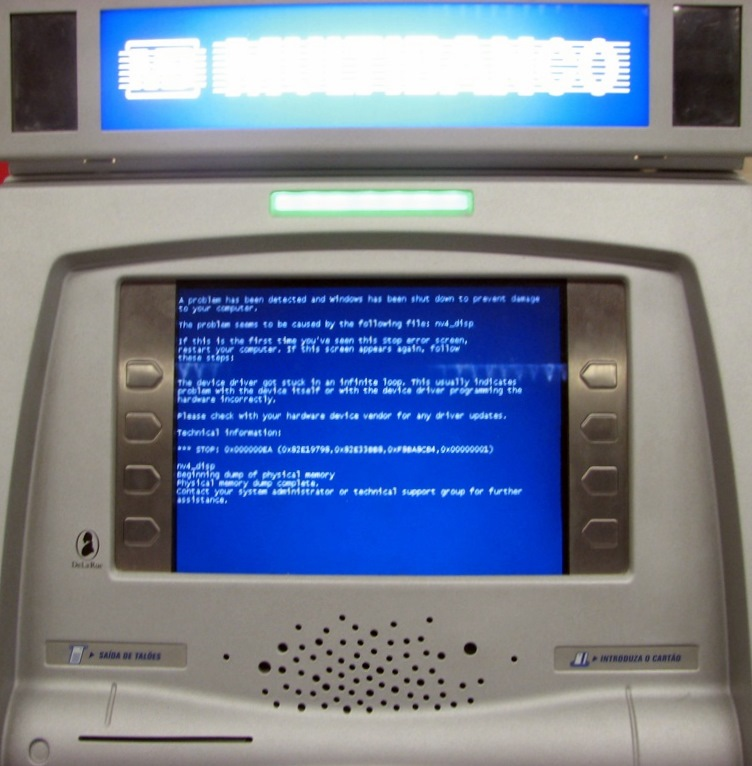
ATMの画面に表示されるブルースクリーン（リスボン・ポルテラ空港）

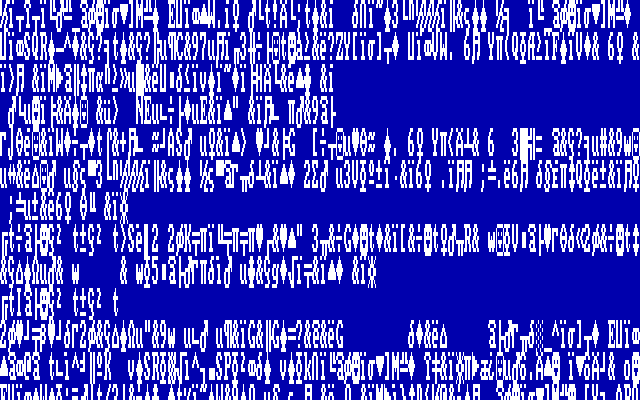
Windows 1.0、2.0 のブルースクリーン

OSの特性上、ダメージの進行が進むにつれ、ハードディスクやメモリ、CPUが保持する一時的、または永続的なデータを失う、または意図しないものになる可能性が高くなる。そのため、Windows自身やその他の装置がダメージを負わない状態にするために、ブルースクリーンの様な状態にし、必要な復帰処理状態に入る。
大抵の場合、Windowsが必要とするファイルやレジストリデータの欠如および破損、不良メモリモジュールの使用やデバイスドライバなど周辺機器関連のトラブルが主な原因となる。
ただ、意図的にBSODを表示させるものもある。(NotMyFaultなど)
再起動を行って解決できる場合もあるが、幾度も同じエラーが生じる場合はシステムの復元を用いたり、セーフモードでログインし、トラブル発生直前にOSに適用したプログラムを削除したり、最悪の場合は、オペレーティングシステムをクリーンインストールし直したり、デバイス自体に問題がある場合は、マザーボードなどを交換する必要もあり得る。

## 画面
青いスクリーンに白い文字で「システムが不安定になっています」などの警告が表示される。ただし、PC-9800シリーズ用のWindowsでは、黒いスクリーンで表示される。
Microsoft Windows 8ではブルースクリーンが大幅に刷新され、顔文字「:(」と簡潔なメッセージしか表示されなくなった。Windowsのエラーで顔文字を用いることは珍しいため、話題となった。
Windows 10ではInsider Preview版のみ、緑色の画面で表示される「グリーンスクリーン」に変更されている。
この画面は、Windows自身で表示する。画面解像度はVGAグラフィックモード、Microsoft Windows XP以降はSVGAでの表示となる。
視覚障害を持つ人向けに、Windows 3.x/9x系列ではSYSTEM.INI内386EnhセクションのMessageBackColorとMessageTextColorで表示色の変更をすることも可能となっていた。
NT系列ではNot My Fault等のソフトウェアを用いなければ色の変更は出来なくなった。

## Windows 9x系列のブルースクリーン

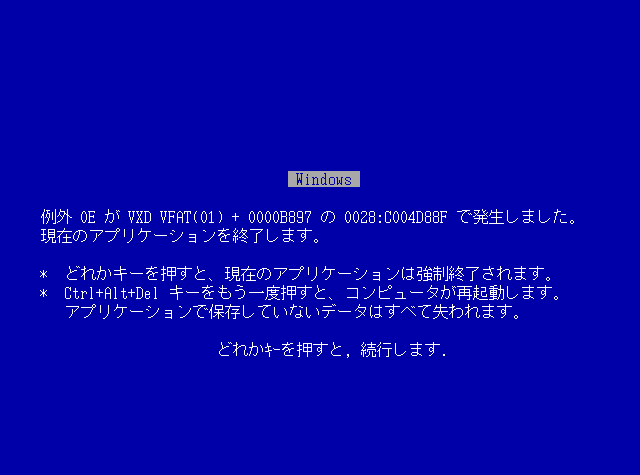
Windows 9x系日本語版のブルースクリーン

Windows 95、Windows 98、Windows MeなどWindows 9x系は、OSの構造上、もしソフトウェアやデバイスが不安定になった際は道連れとなるためブルースクリーンが発生しやすい。
大抵の場合はシステムの復帰を試みるか、即座にシャットダウンあるいは再起動させるかの選択ができる。ただし、システムが復帰した場合でも完全に安定した状態にならない場合が多いため、重要な情報は保存した上で再起動を行うのが常とされている。なおブルースクリーン上からシャットダウンあるいは再起動させる場合は、保存されていない情報は全て失われる。
また、光学ドライブやフロッピーディスクドライブの動作中にイジェクトボタンを押すなどユーザーが些細なミスを犯した場合も、ブルースクリーンが表示されることがあるが、これは一時的なものであり、再度ディスクを挿入すれば正常な状態に復帰される。
日本語版のWindows 3.x & Windows 9xであればブルースクリーンも日本語表記になる。

## Windows NT系列のブルースクリーン

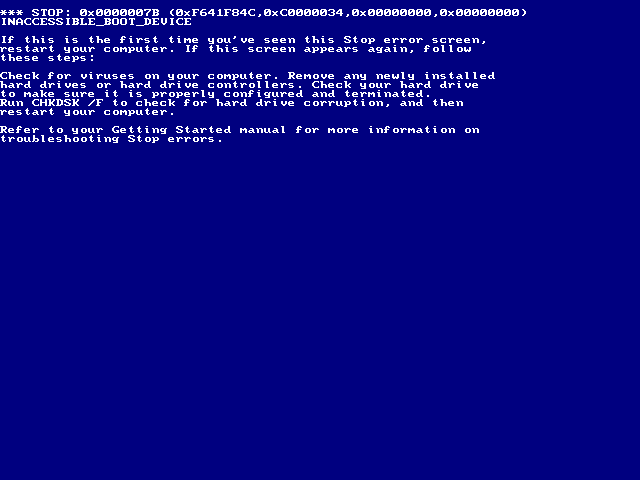
Windows 2000のブルースクリーン

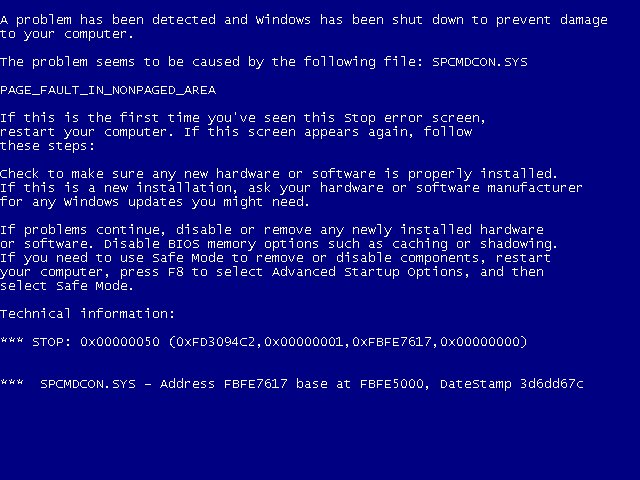
Windows XP、Windows Vista、Windows 7のブルースクリーン

Windows NT系では9x系列と比べると遥かに安定性が高く、些細なソフトウェアエラーでブルースクリーンを出すなどということはなくなった。Microsoft Windows XP以降はエラー報告機能も実装されており、エラー発生原因の突き止めがより容易になった。
その反面、ブルースクリーンが表示されるという事態が発生した場合は、症状によってはOSの再インストールを余儀なくされる深刻なエラーが発生している可能性もある。
NT系列でのブルースクリーンは、主にハードウェアトラブルや、デバイスドライバの不具合・バグ・動作不良、コンピュータウイルス等によって引き起こされるものが多い。また、9x系列とはOSの構造が異なり、ブルースクリーンが発生するとOSが安全確保のためにOSとしてのほとんどの機能を停止する。そのため、ブルースクリーンが表示されると「発生以前の作業状況」にすぐ復帰することはできず、保存されていないデータは確実に消失してしまう。
ブルースクリーンには「エラー概略を簡潔にまとめた短文（例：IRQL_NOT_LESS_OR_EQUAL など）」と「STOP:という単語に続く16進数エラーコード（Windows 8以降は省かれている）」、加えてデバイスドライバなどソフトウェアが原因の場合は「問題を起こしたファイル名」も同時に表示される。
NT系のブルースクリーンは、日本語版を利用していてもブルースクリーンは英語表記になるものの、9x系列と比較すると、どのファイルによってエラーが引き起こされたか・問題への対処方法・エラーの概要が明確に示されるため、9x系と比較すると問題の根本的な解決は容易になる。フォントはNT3.1から2000まではキャラクタ文字、XPから7まではLucida Consoleである。

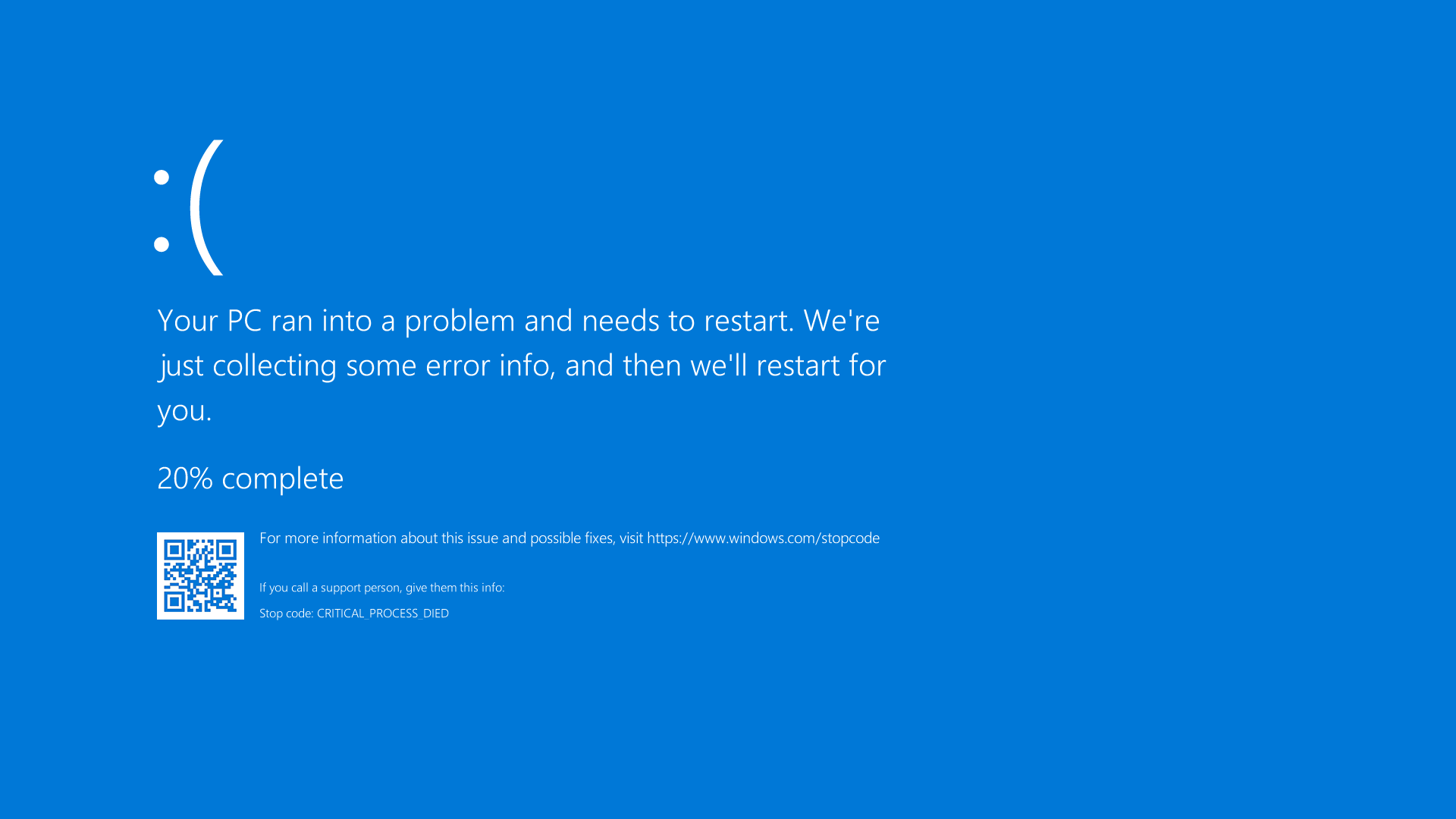
Windows 10 英語版 (バージョン 1607 - 1909) のブルースクリーン。

Windows 8では、今までのNT系Windowsのブルースクリーンから大幅に刷新されたものとなり、背景の青画面が原色の濃い青から、やや淡い青（水色に近い）になっている。ブルースクリーンの表示内容も簡略化されており、顔文字の「:(」が上部に配置され、再起動するよう促す文章と、エラーコード（詳細を知りたい場合は後でエラーコードを検索するよう指示する文章が併記されている。）だけである。
日本語版Windows 8では、顔文字は無いものの9x系OS以来となる日本語表示に対応している。例として『問題が発生したため、PCを再起動する必要があります。エラー情報を収集しています。再起動できます。(x％完了)』
『詳細については、次のエラーを後からオンラインで検索してください。:　(エラーコードを表示)』と表示される。
また、Windows 10からは、難解なブルースクリーンにユーザーが対処しやすいよう、ヘルプページへのショートカットを書いたQRコードが添付されるようになった。

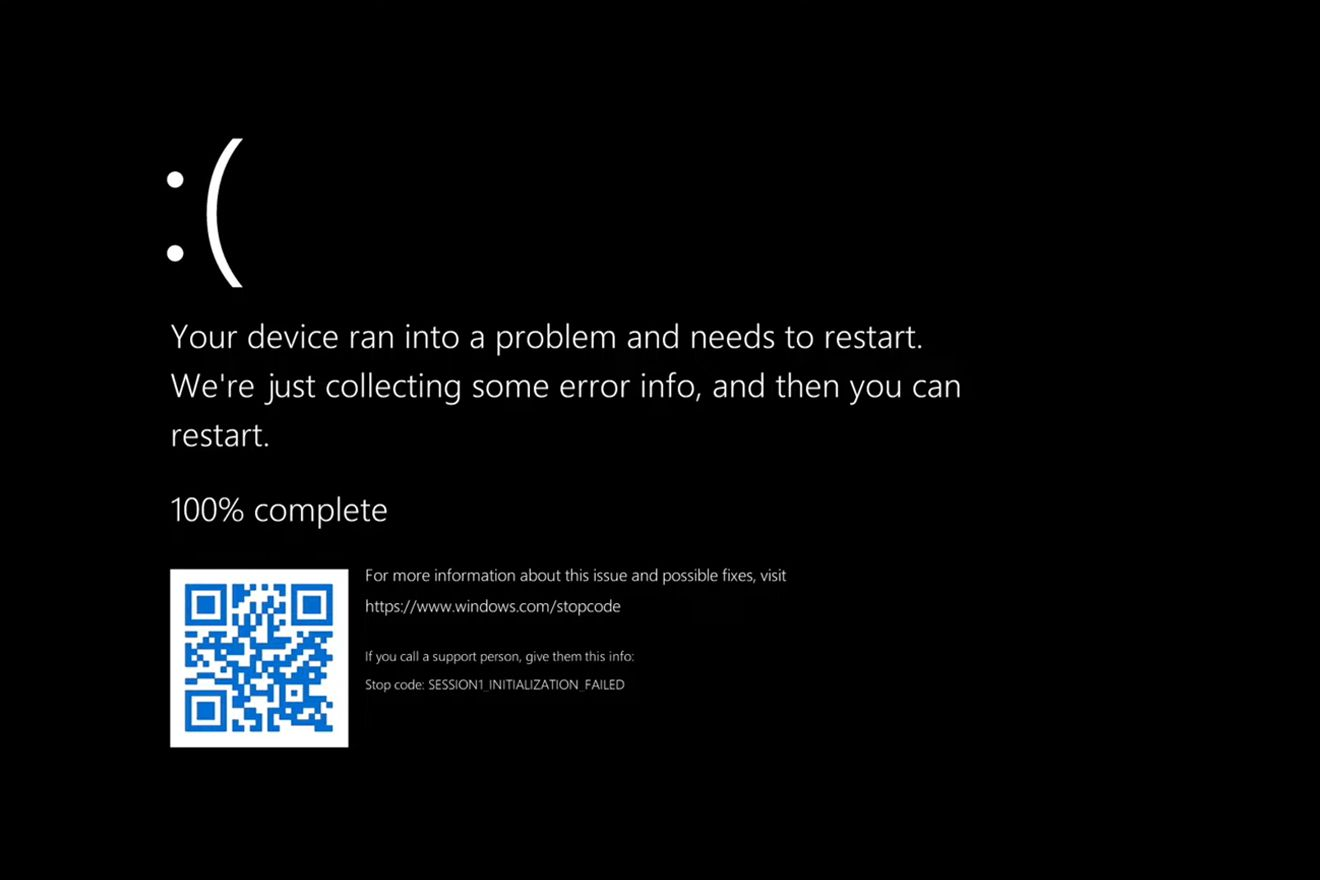
Windows 11で一時期に導入したブラックスクリーン

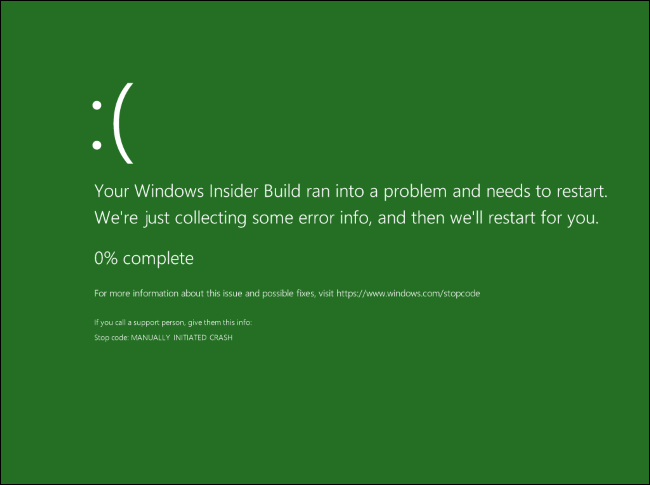
Windows Insider Previewを適用したときのグリーンスクリーン(GSoD)

Windows 11では、Windows 10とレイアウトは変わらず、一時期、背景が黒色に変更され、後に元の青色に変更されていたが、24H2で更新後には再び黒色に変わりQRコードが削除され、メッセージが中央に表示されるようになった。
またWindows 10 とWindows 11でWindows Insider Previewを適用している場合、緑色のグリーンスクリーンも存在する。

## レッドスクリーン
ブルースクリーンほどの知名度はないが、レッドスクリーン（英:Red Screen of Death、「RSoD」や「赤画面」などとも）と呼ばれるものも存在する。Windows Vistaの初期のベータバージョンに存在し、Beta 1 (Build 5112) 以降から廃止された。
ブートローダーでエラーが発生した際に、ブルースクリーンではなくこのレッドスクリーンが表示される。表示は、NT系列のブルースクリーンと同じく英語表記で、エラーが引き起こされたファイルとその原因が示される。また、Windows XPにも非常に知名度が低いものの存在が確認されており、こちらはブートローダーの
エラーではなく、コンピュータの内部にかかわる致命的なエラー(OSが起動できないほどの)が発生したときに表示される。文字のフォント等は通常のブルースクリーンと同様である。
つまり、BSODよりも被害が大きいのである。

## クラッシュダンプ
Windows NT系OSは、クラッシュダンプと呼ばれる、障害解析ファイルの作成機能がある。クラッシュダンプは、その発想はUNIXのコアダンプと共通するものがあるが、大きな相違点としてクラッシュが発生した時の保存情報を全メモリ、カーネルメモリ、最小から選択できる点である。初期設定ではC:\Windows\Minidumpに保存される。変更は可能。サポートを受ける際にマイクロソフトにシステム状況を提出したいのであれば、クラッシュダンプファイルを作って提出すると何が原因で青画面が発生したのか分析してもらえる可能性がある。ただしあくまで可能性であり、クラッシュダンプファイルからは「何かが壊れた」程度の情報しか出てこない場合も珍しくない。
デバイスドライバを作る事が出来る程のスキルのあるプログラマは、クラッシュダンプファイルから有意な情報を得ることができる。逆を言えば、その水準に達していない人々には何の価値もない。逆に期待していない情報が流出する可能性もある。デコード済みのパスワード、セキュリティトークン、クラッシュ時点で操作していたメモリ上に存在していたあらゆる情報、そしてプライバシーが保存される。これらの情報の漏洩を望ましくないと思うのであれば、クラッシュダンプファイルは他者に渡すべきではない。

## 他のOSでのブルースクリーンの名前
他のOSにおける、ブルースクリーンに相当する状態は以下の用語で示すことがある。
- (カーネル)パニック
Unix系OS、Linux、macOS
- 爆弾アイコン、サッドマック
Classic Mac OS
- Guru Meditation
初期のAmigaOS

## その他

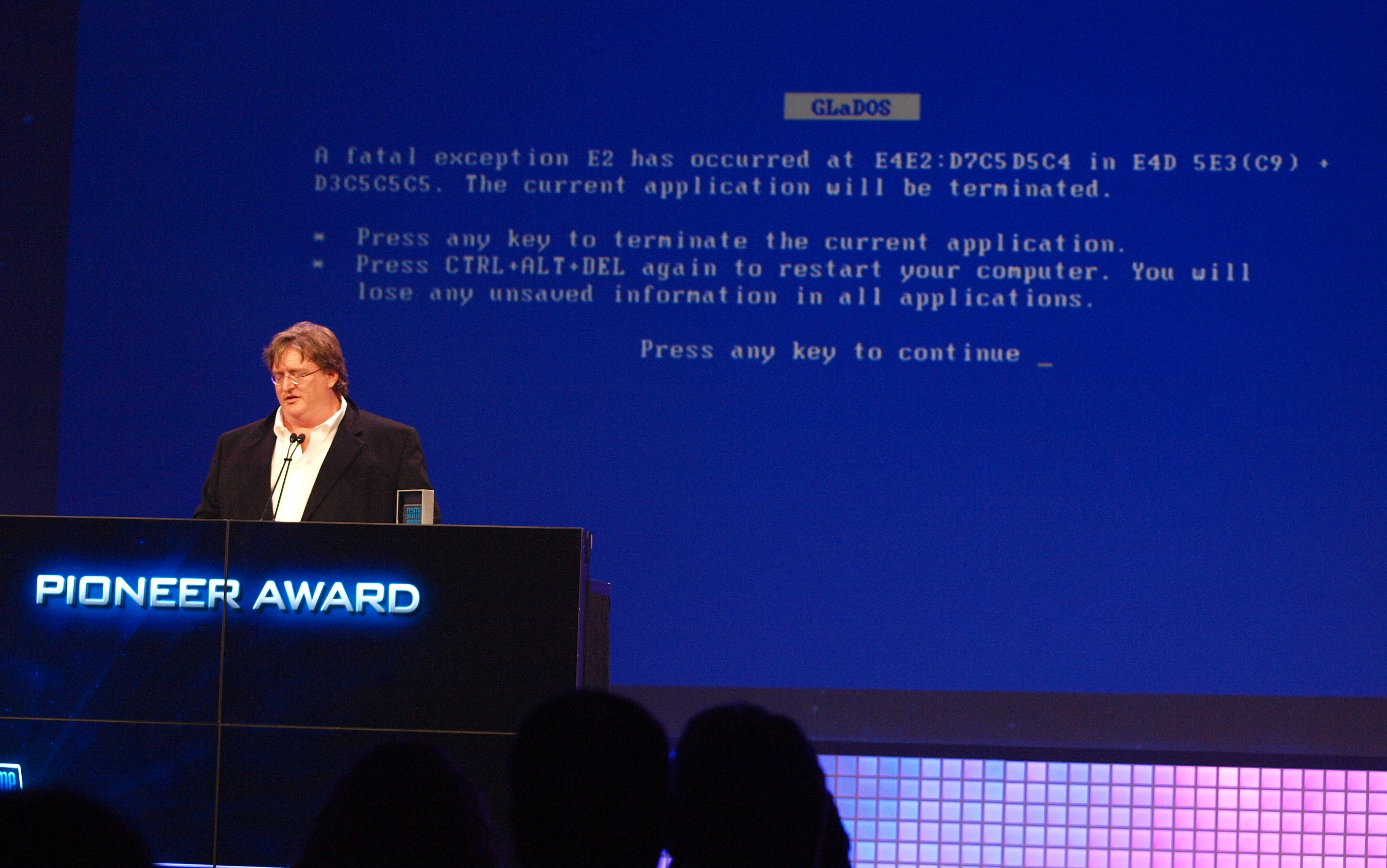
Game Developers ConferenceにてPortalの世界観を使ったパロディBSoDを披露するValve Software代表のゲイブ氏

ジョークソフトとしてブルースクリーンを再現するソフトウェアもいくつか存在するが、マイクロソフト自身もブルースクリーンを再現したスクリーンセーバー BlueScreen Screen Saverを配布している。また、同ツールの作者マーク・ルシノビッチ氏は、自身のブログでブルースクリーンを別の色にする方法を紹介している。
ビル・ゲイツ会長も立ち会い行われたWindows 98ベータ版のデモンストレーションにて、USBのプラグアンドプレイの為にデバイスドライバをロードしている途中BSoDが発生し、会場中が拍手喝采となった。